# St. Peter und Paul (Tersjanka)

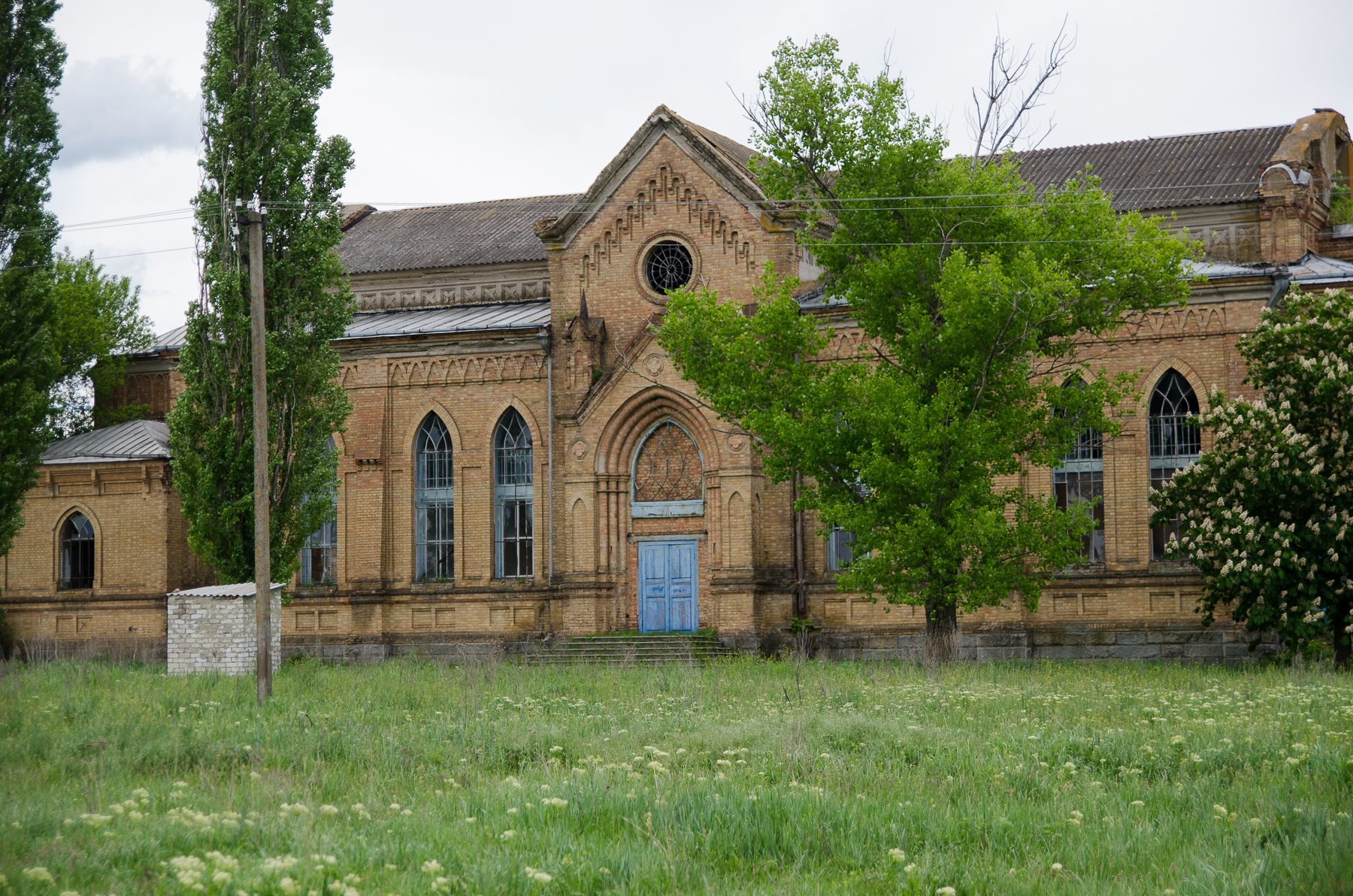
Deutsche Kirche in Tersjanka (2017)

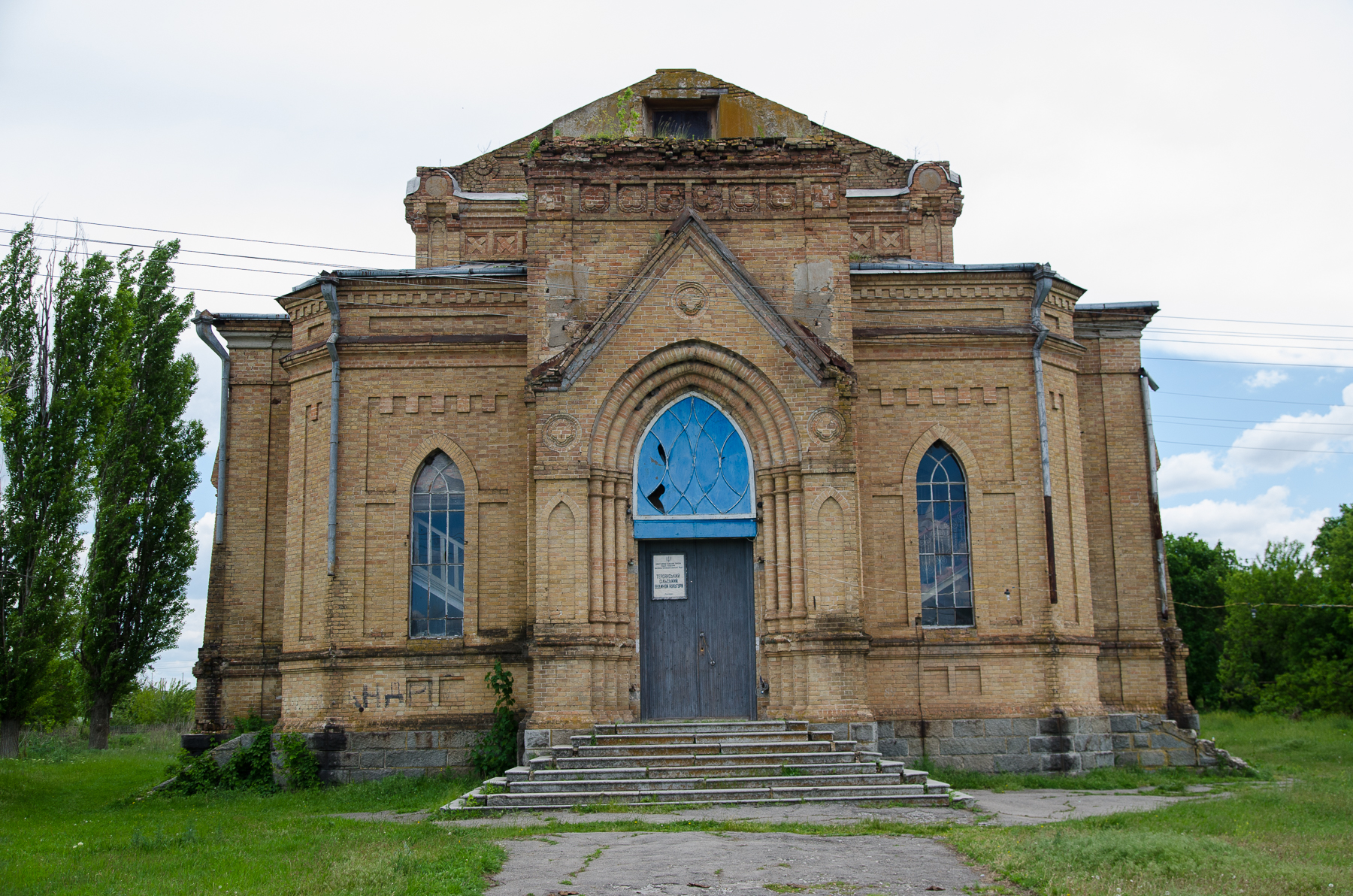
Ehemalige Turmfront (2017)

Die Kirche St. Peter und Paul (ukrainisch церква святих Петра та Павла zerkwa swjatich Petra ta Pawla) ist ein ehemaliges Gotteshaus in Tersjanka im ukrainischen Oblast Saporischschja.

## Geschichte
Das von 14 deutschen Siedlern aus Alt-Nassau (heute Wynohradne) der Kolonie Prischib im Jahr 1859 gegründete Dorf Friedenfeld (russisch Фриденфельд Fridenfeld) erhielt im Jahr 1911 eine eigene Kirche, nachdem die Gegend zunächst zur lutherischen Gemeinde in Pryschyb gehört hatte. Bereits im Jahr 1886 war der Pfarrer von Pryschyb, der in 23 Orten Gottesdienst halten musste, dem Zuwachs der Gemeinde nicht mehr gewachsen und so wurde die Bildung eines Kirchspiels Friedenfeld in Betracht gezogen, dessen Pfarrsitz im Ort vorgesehen war. Friedenfeld wurde wohl gewählt, weil der Ort zentral für die anderen deutschen Orte in der Kankriner Kolonie lag. Es entstand allerdings zunächst – im Jahr 1890 – nur eine Ständige Adjunktur, der nach und nach weitere Orte beitraten und die zunächst von Friedrich Alman betreut wurde und somit im Kirchspiel Pryschyb verblieb, das zur zweiten südrussischen Propstei gehörte. Zunächst schlug man eine schlichtere Kirche vor, deren Entwurf aber abgelehnt wurde. Der Bau der Kirche in Friedenfeld begann im Jahr 1908.
Da die Kirche im Umkreis von Dutzenden Kilometern der einzige lutherische Sakralbau war, war die Erbauung und Einweihung nicht nur für das Dorf ein wichtiges Projekt, sondern für Tausende Lutheraner der Region, so dass die Kosten von mehr als 90.000 Rubeln ohne Probleme aufgebracht werden konnten. Beauftragt wurde der Diözesanbaumeister des Gouvernements Poltawa Turowez, der einen Stahlbetonbau mit Backsteinfassade empfahl. Der Einsatz von Stahlbeton ermöglichte die Führung des von besonders starken ornamentalen Betonrippen getragenen Gewölbes. Zur Verkleidung des Fundaments und der Treppen wurde behauener Granit verwendet. Die Einweihung fand am 5. Juni 1911 statt. Die Kirche war schließlich für 18 umliegende Dörfer zuständig. Amann blieb bis 1915, ihm folgte Karl Müller bis 1918 und diesem Gustav Birth bis 1928 als Ständiger Adjunkt.
Nach der Eroberung der Ukraine durch die Sowjetunion im Russischen Bürgerkrieg wurde Friedenfeld nach dem Fluss Werchnja Tersa in Tersjanka umbenannt. Die Kirche blieb noch bis zum Herbst 1934 offen, als der seit 1928 hier wirkende Ständige Adjunkt Simon Kludt verhaftet und dann erschossen wurde. Zudem wurde sie in den Ruin getrieben, da Spenden für die Kirche zu schweren Strafen führen konnten. Das Gebäude wurde geplündert, die Kirchengüter abtransportiert und 1935 der Turm zerstört, so dass nur Reste seines Unterbaus erhalten blieben. Die Kirche wurde zunächst zum Kino umfunktioniert, in dem die Orgel zudem zu Tänzen aufspielte. Später wurde daraus ein Getreidespeicher und schließlich nach einer Renovierung in den 1980er Jahren das Kulturhaus von Tersjanka (ukrainisch Терсянский сільський будинок культури Tersjanski silski budynok kultury). Diese Nutzung blieb bis heute bestehen.

## Baubeschreibung
Es entstand eine 45 Meter lange und 20 Meter breite neugotische Kirche mit neun Fensterachsen am Schiff, von denen die mittlere das Querschiff darstellt, einem Chor im Osten und einem 26 Meter hohen Glockenturm im Westen. Neben dem Turmstumpf sowie an beiden Seiten des Chors finden sich weitere Anbauten. Die Fassade wird durch Friese, Fensterrosen und Gesimse geprägt. Zu den Stufenportalen führen Freitreppen hinauf. Für das Fundament und die Treppen wurde Granit verwendet. Die 16 hohen Fenster sorgten dafür, dass es innen hell blieb. Im Inneren fanden sich Reihen von rötlichen Marmorsäulen (heute hellblau übermalt), zudem von Wohltätern gestiftete Kronleuchter, Altar- und Kanzeldekorationen und eine Orgel, die allein 5.000 Rubel kostete. Sie stammte von der Stuttgarter Orgelbaufirma Bach und Schugt, hatte 20 klingende Register, 2 Manuale und 2 Übertragungen. Sie ist ebenso wenig erhalten wie die Glocken. Zwei der drei Glocken hingen frei, die dritte war größer und besaß einen Schlaghammer. Die Kirche besaß auch ein Refektorium, zwei Wohnräume und eine Küche. Der Fußboden ist durch Fliesen gestaltet und überstand auch die Nutzung als Getreidespeicher. Ein Fliesenmotiv stellt möglicherweise eine Swastika dar und es soll Glück bringen, sich etwas zu wünschen, wenn man auf diesen Fliesen steht. Die recht abstrakte Darstellung blieb von der Sowjetunion unberührt und auch in der Zeit der Nutzung als Kulturhaus erhalten.
Das Gebäude hat einige Schäden erlitten. So sind mehrere Fensterteile zerstört und gelegentlich dringt Wasser ein. Die Decke gilt als einsturzgefährdet, da einzig die Nutzung, aber nicht der Erhalt des Bauwerks finanziert wurde. Der Umbau zum Kulturzentrum führte zur Verschließung einiger großer Fenster, da man zwischen die Säulen Wände einzog. Im Umfeld der Kirche wurden zwei Pappelreihen gepflanzt. Das Pfarrhaus befand sich ebenfalls in der Nähe der Kirche und besaß einen großen Garten und einen zwei Hektar großen Park.

## Bezeichnung
Aufgrund ihrer Entstehungsgeschichte und der Profanierung des Gotteshauses wird das Patrozinium heute kaum mehr genutzt, sondern stattdessen von der Deutschen Kirche (ukrainisch Німецька кірха Nimezka kircha), der Alten Kirche (ukrainisch Стара кірха Stara kircha), der Lutherischen Kirche (russisch Лютеранская кирха Ljuteranskaja kircha) oder schlicht von der Kirche (ukrainisch кірха kircha) gesprochen. Das ukrainische Wort für Kirche lautet „церква“ (zerkwa). Das Wort „кірха“ bzw. „кирха“ wird hingegen vor allem für deutsche Kirchen in der Ukraine – wie St. Katharinen in Kiew – und Russland verwendet. Zudem wird teils auch lediglich das Patrozinium St. Paul angegeben oder die ehemalige Kirche als Lutherischer Tempel St. Peter und Paul (ukrainisch Лютеранський храм Петра і Павла Ljuteranski chram Petra i Pawla) betitelt.